# Гентофте (коммуна)
Гентофте (дат. Gentofte Kommune) — датская коммуна в составе области Ховедстаден. Площадь — 25,54 км², что составляет 0,06 % от площади Дании без Гренландии и Фарерских островов. Численность населения на 1 января 2008 года — 68913 чел. (мужчины — 32296, женщины — 36617; иностранные граждане — 5217).
В состав коммуны входят Шарлоттенлунн (Charlottenlund), Дюссегор (Dyssegård), Гентофте (Gentofte), Хеллеруп (Hellerup), Йегерсборг (Jægersborg), Клампенборг (Klampenborg), Орруп (Ordrup), Вангеде (Vangede).

## Железнодорожные станции
- Бернсторффсвай (Bernstorffsvej)
- Шарлоттенлунн (Charlottenlund)
- Дюссегор (Dyssegård)
- Гентофте (Gentofte)
- Хеллеруп (Hellerup)
- Йегерсборг (Jægersborg)
- Клампенборг (Klampenborg)
- Вангеде (Vangede)

## Интересные факты
В Гентофте родился один из основателей и барабанщик группы Metallica Ларс Ульрих.

## Изображения

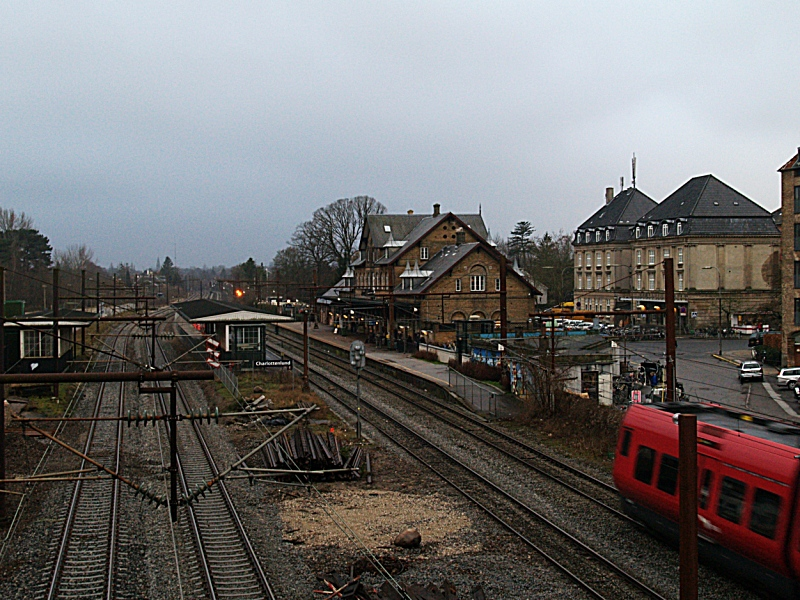
Шарлоттенлунн
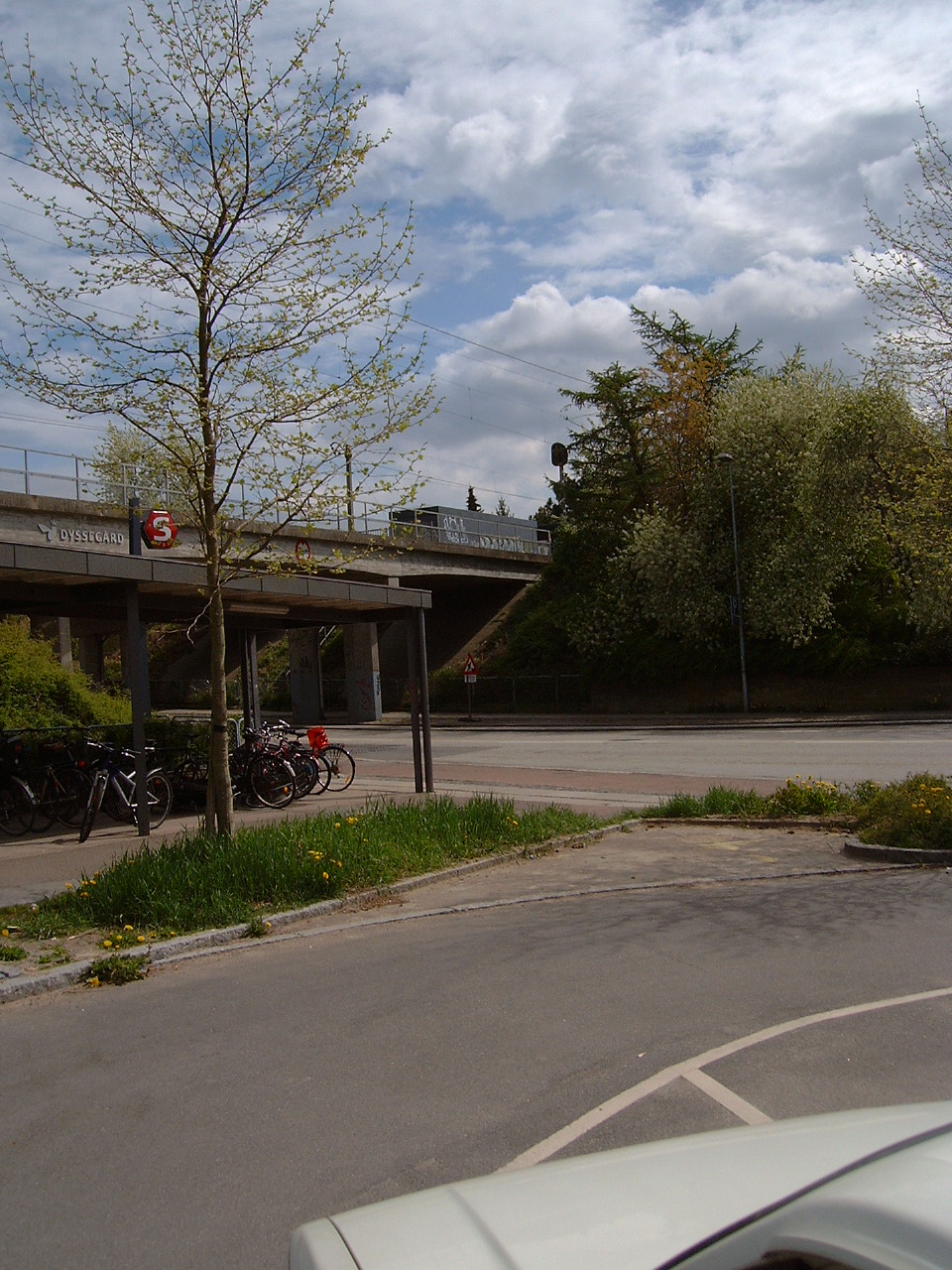
Дюссегор
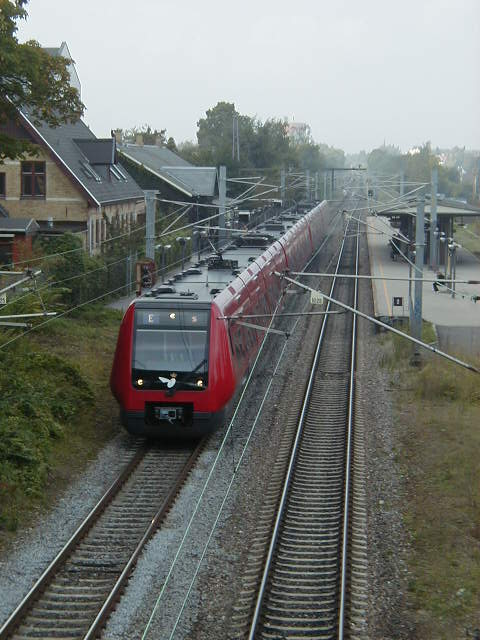
Гентофте
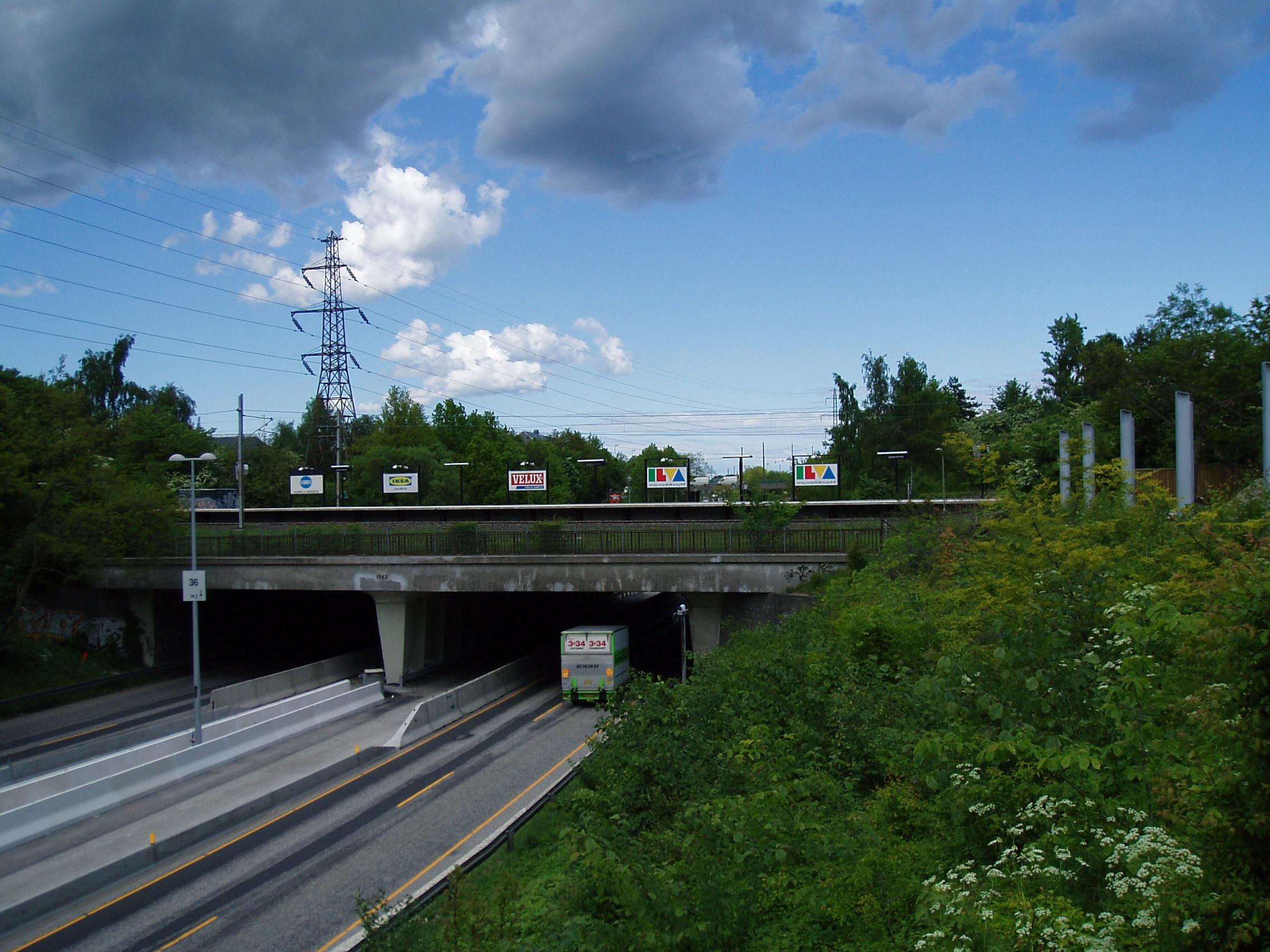
Йегерсборг
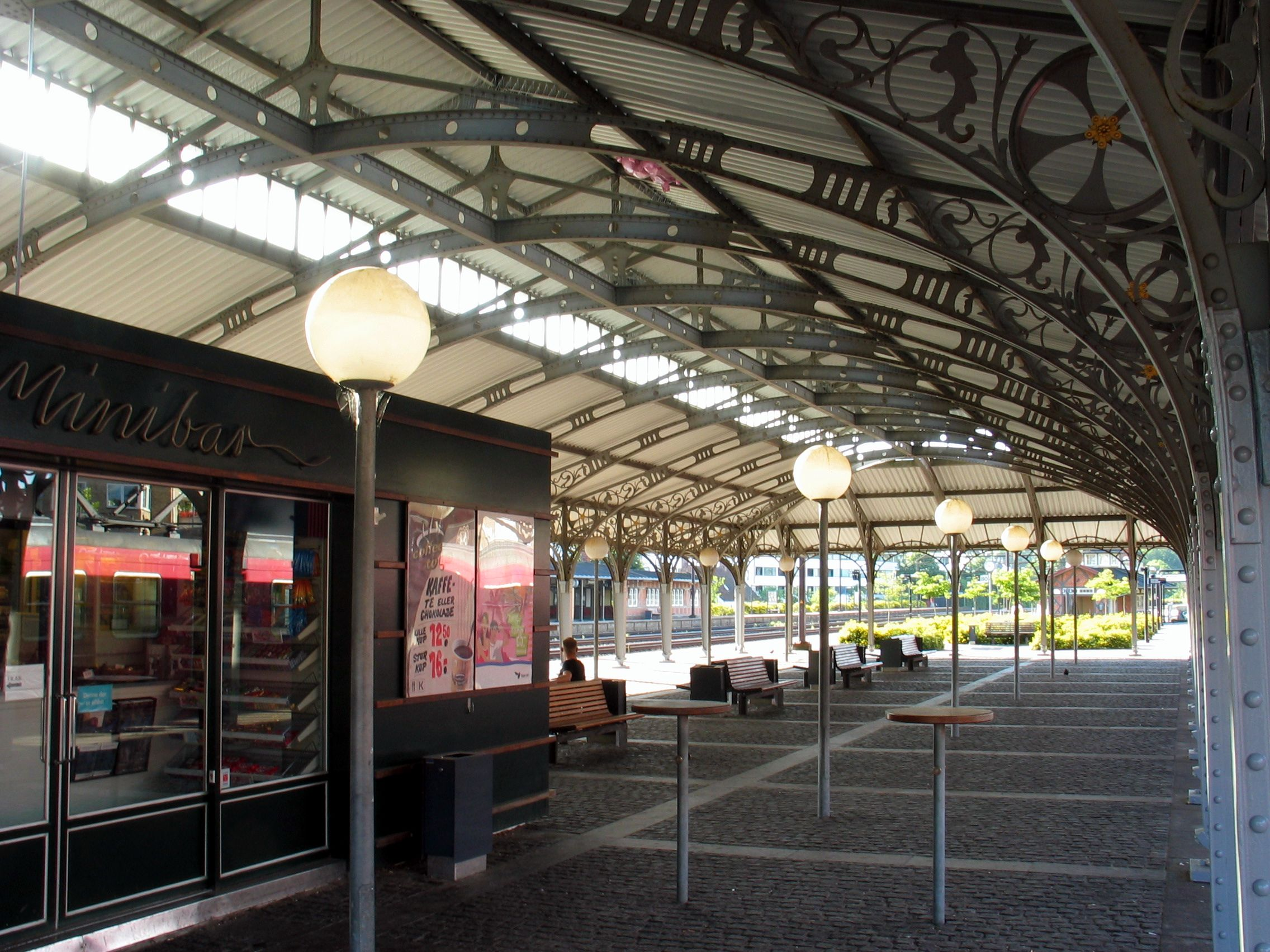
Клампенборг
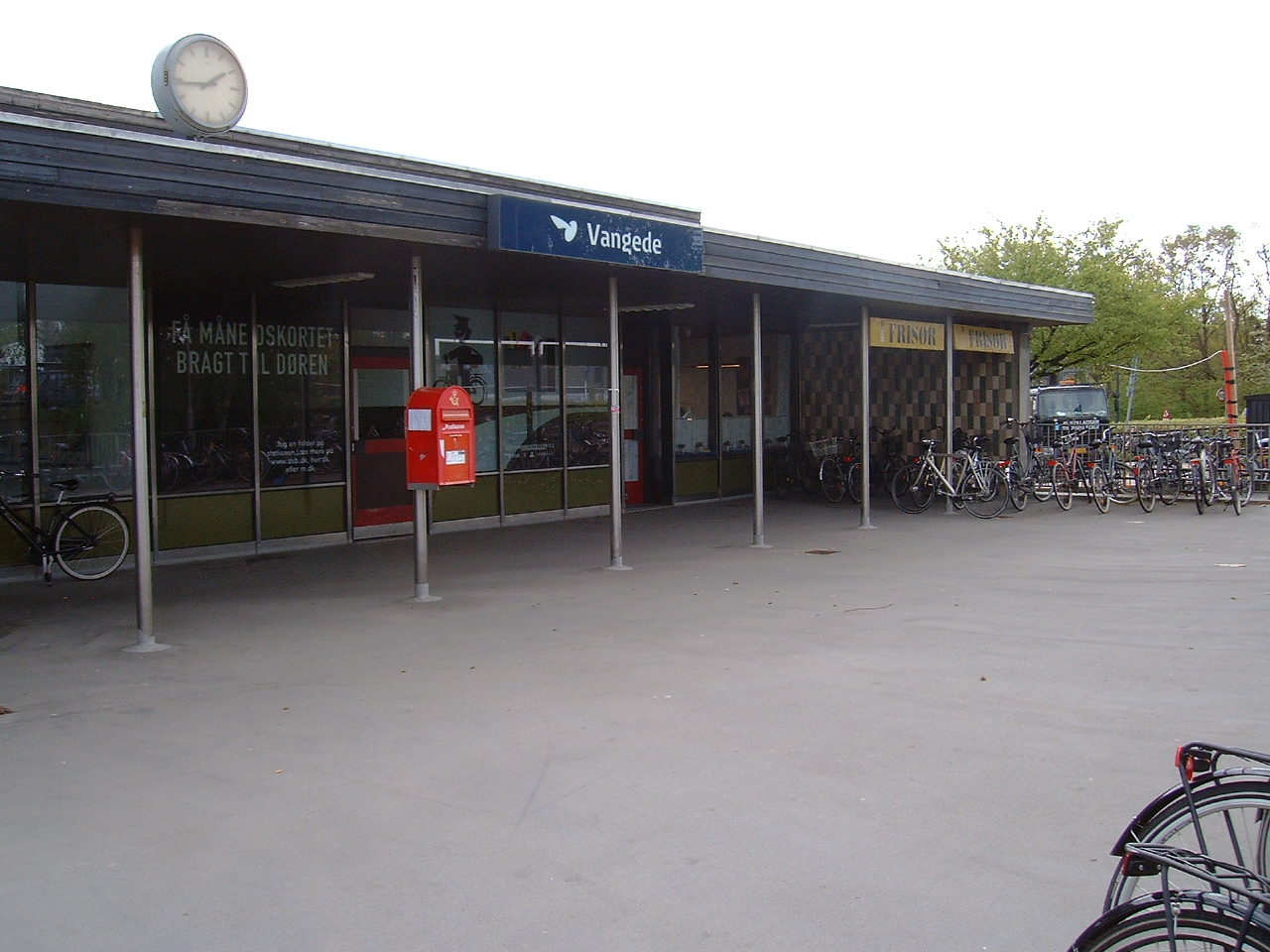
Вангеде